# Daundre Barnaby
Daundre Barnaby (Saint Ann's Bay, 9 de diciembre de 1990 - Isla de San Cristóbal, 27 de marzo de 2015) fue un atleta jamaicano nacionalizado canadiense que disputaba la prueba de 400 metros.

## Biografía
El 6 de junio consiguió superar la marca mínima establecida por los World Athletics para poder participar en los Juegos Olímpicos de Londres 2012, siendo el único deportista canadiense en superar la marca, y por tanto, el único participante de Canadá en la prueba de 400 metros. Finalmente disputó los Juegos Olímpicos de Londres 2012 en la prueba de 400 metros. Corrió en la segunda serie, quedando en sexta posición con un tiempo de 46.04, y quedando en la posición 29 del sumario, quedando así fuera de las semifinales.
En mayo de 2014 representó a Jamaica en los Relevos Mundiales 2014 en la prueba de 4x400 metros, quedando sexto en la final B con un tiempo de 3:04.67. También disputó los Juegos de la Mancomunidad de 2014 en la prueba de 400 metros, donde llegó hasta las semifinales; y en la prueba de 4 x 400 metros junto a Brendon Rodney, Philip Osei y Michael Robertson, quedando eliminado en la primera serie tras quedar en tercera posición en la primera serie.
Barnaby desapareció el 27 de marzo de 2015 mientras nadaba en el océano en un campo de entrenamiento de San Cristóbal y fue declarado muerto más tarde ese mismo día.

## Marcas personales
| Evento     | Mejor | Lugar                          | Fecha              |
| ---------- | ----- | ------------------------------ | ------------------ |
| 400 metros | 45.47 | Greensboro, NC, Estados Unidos | 23 de mayo de 2013 |